# Ancylonotopsis pictoides
Ancylonotopsis pictoides är en skalbaggsart som beskrevs av Stefan von Breuning 1974. Ancylonotopsis pictoides ingår i släktet Ancylonotopsis och familjen långhorningar. Inga underarter finns listade i Catalogue of Life.